# Baby Franklin Seals
H. Franklin „Baby“ Seals (* im 19. Jahrhundert in Mobile, Alabama, USA; † 29. Dezember 1915 in Anniston, Alabama, USA) war ein US-amerikanischer Vaudeville-Künstler, Songwriter und Pianist. Sein erfolgreicher Song Baby Seals’ Blues aus dem Jahr 1912 war eine der ersten als Notenblatt veröffentlichten Blueskompositionen, die einen Monat vor W. C. Handys Memphis Blues im August 1912 erschien.

## Biografie
Seals, ein Afroamerikaner, wurde in Mobile, Alabama, geboren. 1909 war er als Pianist am Lyric Theatre in Shreveport, Louisiana, bekannt. 1910 wurde sein Ragtime-Coon-Song You’ve Got to Shake, Rattle & Roll (der außer dem Titel nichts mit dem späteren Song von Jesse Stone zu tun hat) von Louis Grunewald & Co. in New Orleans veröffentlicht. Im selben Jahr trat er in Shows in Houston und Galveston, Texas, auf, wo er mit „Baby“ Floyd Fisher zusammenarbeitete, die als „zierliche kleine singende und tanzende Soubrette“ beschrieben wurde. Seals und Fisher traten gemeinsam als Duo „Baby Seals and Baby Fisher“ auf und erschienen ab 1911 in Shows in New York, Chicago und Philadelphia.
Das Notenblatt des Baby Seals’ Blues, arrangiert von Artie Matthews, wurde am 3. August 1912 von F.A. Mills Music Publisher in New York veröffentlicht. Text und Musik wurden Baby F. Seals zugeschrieben, und „Seals & Fisher“, „that Klassy Kooney Komedy Pair“, wurden als Interpreten erwähnt. Es wurde ausdrücklich darauf hingewiesen, dass der Blues sehr langsam gespielt werden soll.
Der Baby Seals’ Blues verkaufte sich gut. Ende 1912 wurde die Melodie auch für die Aufführung durch Bands arrangiert, und 1913 wurde Seals als „berühmter Blues-Autor“ in den „Order of the Elks“ aufgenommen. Der Song gelangte rasch in das Repertoire anderer Vaudeville-Künstler, darunter Jelly Roll Morton ebenso wie der Jodler Charles Anderson, der das Stück 1923 als Sing ’Em Blues aufnahm. 1927 spielte auch Bessie Smith den Baby Seals’ Blues unter dem Titel Preaching the Blues ein.
Franklin Seals starb am 29. Dezember 1915 in Anniston, Alabama.